# Iolanda d'Aragona
Iolanda d'Aragona o Violante di Aragona. Yolande in francese, Violant in catalano, in aragonese e in inglese, Violante in spagnolo, in asturiano e in basco, Iolanda o Violante in portoghese e in galiziano, Jolanda in fiammingo e Yolande in tedesco (Barcellona, 11 agosto 1384 – Saumur, 14 dicembre 1443) principessa aragonese che fu duchessa consorte di Angiò, contessa consorte del Maine, contessa consorte di Provenza e di Forcalquier e regina consorte titolare del Regno di Napoli e di Gerusalemme.

## Origini
Era figlia del re Re di Aragona, di Valencia, di Sardegna e di Maiorca, re titolare di Corsica, Conte di Barcellona e delle contee catalane, Giovanni I e della sua seconda moglie, Iolanda di Bar.

## Biografia
Il 2 dicembre 1400, ad Arles, Iolanda sposò Luigi II d'Angiò, figlio del duca d'Angiò, Luigi I, conte di Provenza e nominalmente Re di Napoli dal 1382, e di Maria di Blois-Châtillon o di Bretagna, figlia di Carlo di Blois-Châtillon, duca di Bretagna e di Giovanna di Penthièvre, contessa di Bretagna.
Luigi e Iolanda furono chiamati «Re e Regina dei Quattro Regni»: Sicilia, Gerusalemme, Cipro, e Aragona. Un'altra interpretazione ha inteso invece il titolo di Napoli separato da quello di Sicilia, escludendo Cipro. In realtà Iolanda ed i suoi familiari possederono solo per breve periodo l'autorità su queste terre e mai simultaneamente. Le uniche terre che furono sempre sotto la sua giurisdizione furono i suoi feudi in Francia: la Provenza e l'Angiò. Suo figlio Renato I di Napoli ottenne il titolo di duca di Lorena solo grazie alla sua unione matrimoniale.

### Pretendente al trono d'Aragona
Nel 1396, alla morte del padre, Giovanni I, per volere delle Cortes, la corona d'Aragona andò allo zio, l'Infante don Martino, fratello del padre, anziché a una delle due figlie femmine ancora in vita, dato che i figli maschi erano morti tutti, Iolanda e la sorellastra Giovanna, la maggiore. le due sorellastre si dichiararono pretendenti al trono, e, nel 1407, dopo la morte, senza eredi, di Giovanna, Iolanda reiterò la sua pretesa al trono che era stato di suo padre.
Iolanda, dopo la morte dello zio Martino I, nel 1410, in forza dei propri diritti dinastici, intervenne nella contesa ereditaria per il trono d'Aragona, in difesa dei diritti del figlio, Luigi. All'epoca, i criteri che regolavano la successione reale in Aragona e Barcellona favorivano sempre i parenti maschi prima di qualsiasi altra erede di sesso femminile: era stata questa, infatti, la ragione per cui Martino, zio di Iolanda, aveva ereditato il trono alla morte del fratello Giovanni. In mancanza di eredi legittimi diretti, alla morte di Martino, si ebbe un periodo di trono vacante, detto di interregno che durò due anni, e che portò la Corona d'Aragona, sull'orlo della guerra civile, in quanto si erano presentati cinque pretendenti, tra cui, il figlio di Iolanda, Luigi III d'Angiò, "Monsieur de Guise" (signore di Guisa) e duca titolare di Calabria.
A seguito del Compromesso di Caspe del 1412 fu eletto re d'Aragona Ferdinando di Antequera, secondo figlio di Eleonora d'Aragona e Giovanni I di Castiglia. Quindi Luigi, sebbene la sua famiglia conservasse comunque dei possedimenti facenti parte della Corona d'Aragona in Rossiglione e nella regione di Montpellier, perse la possibilità di divenire re in uno dei suoi quattro regni, di cui i genitori portavano il titolo. Comunque Iolanda ed i suoi figli continuarono a considerarsi gli eredi legittimi e iniziarono ad usare per sé il titolo di Re d'Aragona in aggiunta agli altri titoli reali posseduti dagli Angioini. Solo dopo la morte di Iolanda il figlio, Renato d'Angiò, divenne re d'Aragona, per un breve periodo, durante la guerra civile catalana.

### Il trono di Napoli
Nel 1410, in assenza del marito, impegnato a combattere in Italia, Iolanda fu nominata luogotenente generale di Provenza, dove soppresse una ribellione. Rimasta vedova, nel 1417, Iolanda sostenne il figlio Luigi III nelle sue rivendicazioni sul regno di Napoli e, tra il 1419 ed il 1424, nella sua lotta per la successione alla regina del regno di Napoli, Giovanna II di Napoli. Dopo alterne vicende, nel 1424, Luigi divenne l'erede legittimo di Giovanna e venne nominato, duca di Calabria. Alla morte di Luigi, nel 1434, Giovanna nominò erede l'altro figlio di Iolanda, Renato, che, l'anno dopo, divenne re di Napoli, e mantenne il trono con una certa stabilità, sino al 1440. Tra il 1440 ed il 1442, però sotto la spinta di Alfonso, Renato fu sconfitto e nel 1442 dovette lasciare Napoli, che cadde in mano aragonese, il 2 giugno 1442.

### Relazioni degli Angioini con la casa reale francese
Con il sopravvenire della seconda fase della Guerra dei cent'anni, Iolanda, dopo essere rimasta vedova, nel 1417, scelse di sostenere i nazionalisti francesi (gli Armagnacchi), contro l'Inghilterra e la Borgogna in aiuto della pretesa al trono di Francia del Delfino, Carlo, il quale, alla corte angioina, trovò aiuti morali e materiali e proprio grazie alle risorse fornite da Iolanda poté essere incoronato con il titolo di Carlo VII di Francia.
La stessa madre di Carlo, Isabella di Baviera, si era da sempre disinteressata del figlio e quando, tredicenne, questi divenne l'erede al trono, la madre complottò contro di lui, per non farlo salire sul trono, anzi, quando, il 10 settembre 1419, venne ucciso Giovanni Senza Paura, Carlo fu disconosciuto dai genitori ed escluso dalla successione al trono.
La leggenda vuole che Carlo venisse letteralmente adottato da Iolanda, che lo sostenne e lo protesse dai numerosi complotti e tentativi di assassinio che accerchiarono il giovane delfino di Francia, che comunque da quel momento visse sempre a contatto con Iolanda. Ella lo portò via dalle dimore di famiglia, lontano dalle macchinazioni dei suoi stessi parenti e lo tenne nei suoi castelli della Loira, dove poi il Delfino ricevette Giovanna d'Arco. Comunque Iolanda non trascurò gli interessi della casata in Provenza e, il 19 settembre 1419, ad Avignone, comperò le baronie di Lunel, Berre, Martigues e Istres da Luigi II di Poitiers, Conte di Valentinois.
Nel 1422, Iolanda riuscì a fare sposare la propria figlia, Maria d'Angiò, con il delfino, Carlo, definito il "re di Bourges".
Carlo fu sempre molto rispettoso della suocera che, tra il 1424 ed il 1428, ne organizzò la corte e raccolse i nobili attorno al delfino. Anche nei contatti con Giovanna d'Arco, Iolanda ebbe una parte importante nella decisione di affidare a Giovanna la guida dell'esercito assieme ai suoi marescialli. Così come probabilmente, dopo l'incoronazione a Reims, Iolanda forse fu tra coloro che consigliarono al re Carlo VII di limitare le attività di Giovanna.
Nel 1433, assieme all'ultimogenito Carlo IV d'Angiò, Iolanda, fu tra i sostenitori del connestabile Richemont affinché prendesse la guida del governo, dopo aveva fatto arrestare il Gran Ciambellano, Georges de La Trémoille, facendo pressione sul genero, Carlo VII.
La dote di Iolanda, mai pagata dall'Aragona, divenne un argomento di litigio, dopo la morte di Iolanda, tra il regno di Francia e la Corona d'Aragona: un'ambasceria francese si recò a Barcellona, nel 1447, per richiederne il pagamento a nome della regina, Maria d'Angiò e, al loro ritorno, dato che non avevano ottenuto che vaghe promesse, si fermarono a Perpignano e si presero il Rossiglione come pegno. Iolanda, a quel tempo era già morta da circa quattro anni, il 14 novembre 1443. Iolanda fu inumata nella cattedrale di San Maurizio ad Angers.

## Discendenza
Iolanda a Luigi diede sei figli:
- Luigi (1403-1434), re titolare di Napoli, Duca d'Angiò ecc.
- Maria (1404 – 1463), Regina consorte di Francia, sposata (Bourges, 1422) a Carlo VII di Francia
- Figlia morta alla nascita (1406)
- Renato (1409-1480), Re di Napoli, Duca d'Angiò ecc.
- Iolanda (Arles, 1412 – 1440), che, nel 1431, a Nantes, sposò il duca di Bretagna, Francesco I (1414-1450), conte di Montfort;
- Carlo (1414 – 1473) Conte del Maine

## Ascendenza
|                      |                  |                        | Genitori                |  |  | Nonni |  |  | Bisnonni             |  |  | Trisnonni            |  |
|                      |                  |                        |                         |  |  |       |  |  | Alfonso IV d'Aragona |  |  | Giacomo II d'Aragona |  |
|                      |                  |                        |                         |  |  |       |  |  | Alfonso IV d'Aragona |  |  | Giacomo II d'Aragona |  |
|                      |                  | Bianca di Napoli       |                         |  |  |       |  |  | Alfonso IV d'Aragona |  |  |                      |  |
| Pietro IV d'Aragona  |                  |                        |                         |  |  |       |  |  | Alfonso IV d'Aragona |  |  |                      |  |
|                      |                  | Teresa di Entenza      | Gombaldo di Entenza     |  |  |       |  |  |                      |  |  |                      |  |
|                      |                  | Teresa di Entenza      | Gombaldo di Entenza     |  |  |       |  |  |                      |  |  |                      |  |
|                      |                  | Teresa di Entenza      | Costanza di Antillón    |  |  |       |  |  |                      |  |  |                      |  |
| Giovanni I d'Aragona |                  | Teresa di Entenza      |                         |  |  |       |  |  |                      |  |  |                      |  |
|                      |                  | Pietro II di Sicilia   | Federico III di Sicilia |  |  |       |  |  |                      |  |  |                      |  |
|                      |                  | Pietro II di Sicilia   | Federico III di Sicilia |  |  |       |  |  |                      |  |  |                      |  |
|                      |                  | Pietro II di Sicilia   | Eleonora d'Angiò        |  |  |       |  |  |                      |  |  |                      |  |
| Eleonora di Sicilia  |                  | Pietro II di Sicilia   |                         |  |  |       |  |  |                      |  |  |                      |  |
|                      |                  | Elisabetta di Carinzia | Ottone III del Tirolo   |  |  |       |  |  |                      |  |  |                      |  |
|                      |                  | Elisabetta di Carinzia | Ottone III del Tirolo   |  |  |       |  |  |                      |  |  |                      |  |
|                      |                  | Elisabetta di Carinzia | Eufemia di Slesia       |  |  |       |  |  |                      |  |  |                      |  |
| Iolanda d'Aragona    |                  | Elisabetta di Carinzia |                         |  |  |       |  |  |                      |  |  |                      |  |
|                      | Enrico IV di Bar | Edoardo I di Bar       |                         |  |  |       |  |  |                      |  |  |                      |  |
|                      | Enrico IV di Bar | Edoardo I di Bar       |                         |  |  |       |  |  |                      |  |  |                      |  |
|                      | Enrico IV di Bar | Maria di Borgogna      |                         |  |  |       |  |  |                      |  |  |                      |  |
| Roberto I di Bar     | Enrico IV di Bar |                        |                         |  |  |       |  |  |                      |  |  |                      |  |
|                      |                  | Iolanda di Dampierre   | Roberto di Cassel       |  |  |       |  |  |                      |  |  |                      |  |
|                      |                  | Iolanda di Dampierre   | Roberto di Cassel       |  |  |       |  |  |                      |  |  |                      |  |
|                      |                  | Iolanda di Dampierre   | Giovanna di Bretagna    |  |  |       |  |  |                      |  |  |                      |  |
| Iolanda di Bar       |                  | Iolanda di Dampierre   |                         |  |  |       |  |  |                      |  |  |                      |  |
|                      |                  | Giovanni II di Francia | Filippo VI di Francia   |  |  |       |  |  |                      |  |  |                      |  |
|                      |                  | Giovanni II di Francia | Filippo VI di Francia   |  |  |       |  |  |                      |  |  |                      |  |
|                      |                  | Giovanni II di Francia | Giovanna di Borgogna    |  |  |       |  |  |                      |  |  |                      |  |
| Maria di Valois      |                  | Giovanni II di Francia |                         |  |  |       |  |  |                      |  |  |                      |  |
|                      |                  | Bona di Lussemburgo    | Giovanni I di Boemia    |  |  |       |  |  |                      |  |  |                      |  |
|                      |                  | Bona di Lussemburgo    | Giovanni I di Boemia    |  |  |       |  |  |                      |  |  |                      |  |
|                      |                  | Bona di Lussemburgo    | Elisabetta di Boemia    |  |  |       |  |  |                      |  |  |                      |  |
|                      |                  | Bona di Lussemburgo    |                         |  |  |       |  |  |                      |  |  |                      |  |